# Siefredus
Siefredus, död 900, var en engelsk monark. Han var kung av Kungariket Jorvik (kung av södra Northumbria och York) 895–900. 